# 宮島競艇場

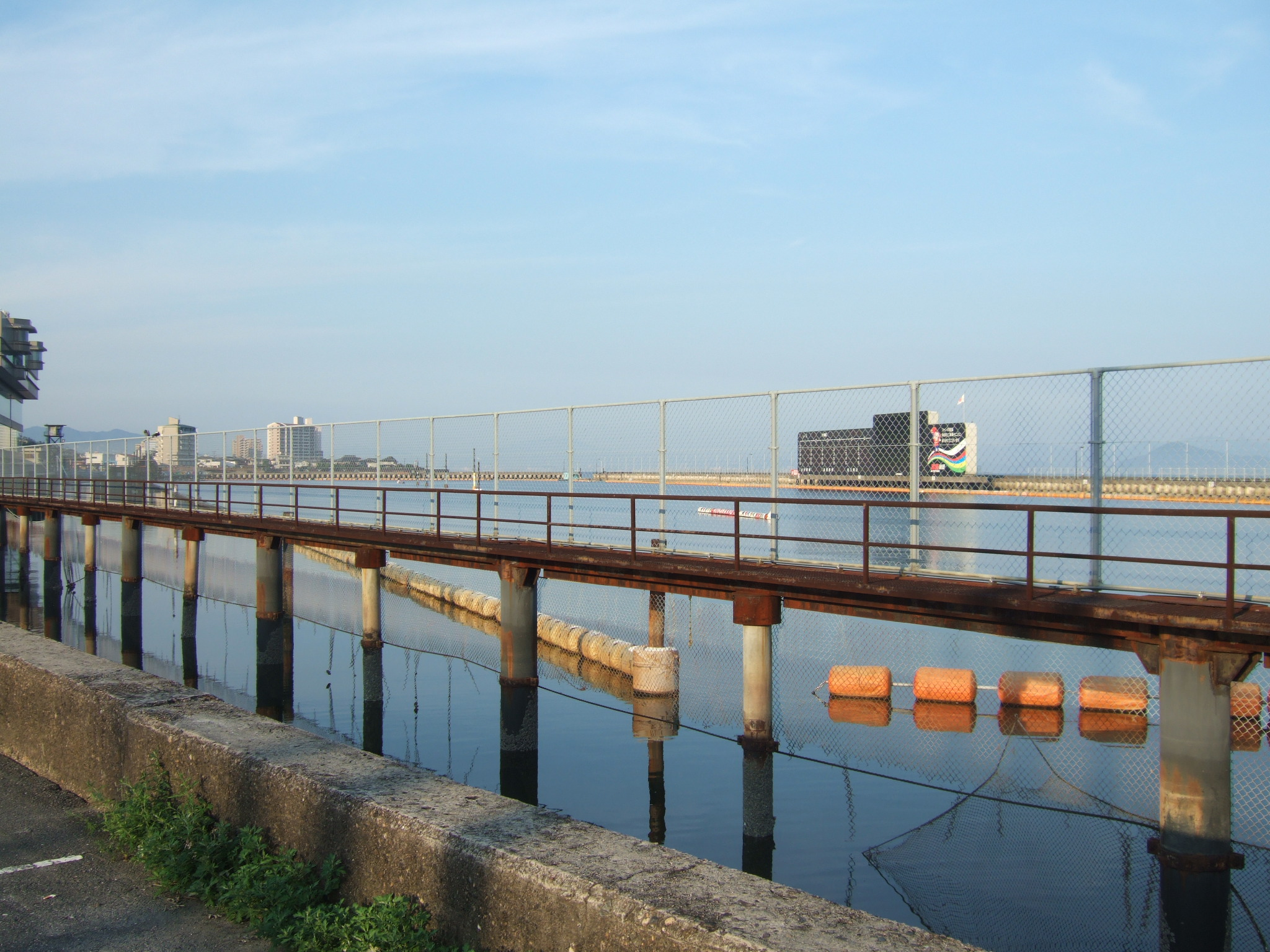
コース

宮島競艇場（みやじまきょうていじょう）は、広島県廿日市市にある競艇場。
通称はBOAT RACE宮島（ボートレースみやじま）。

## 概要

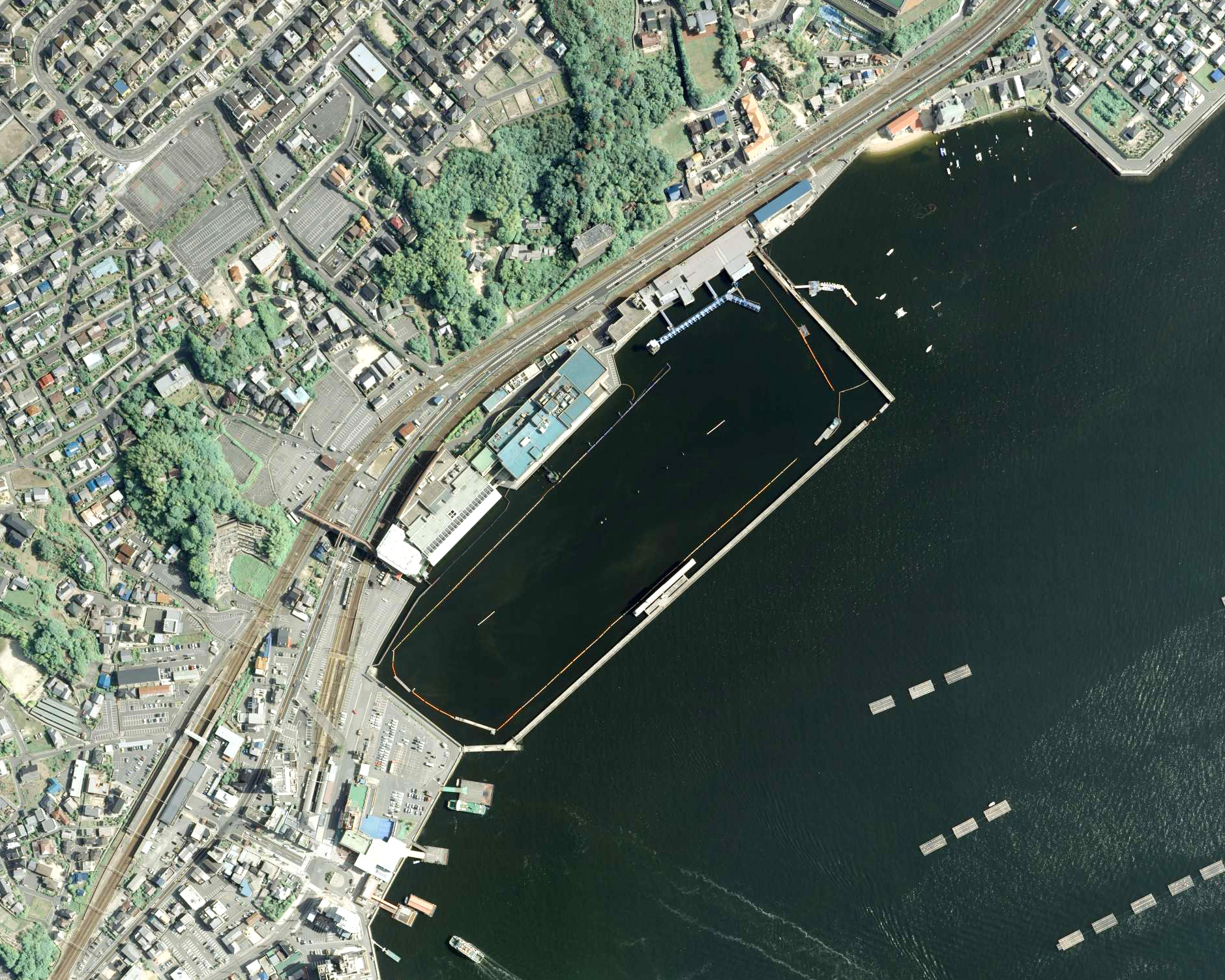
宮島競艇場周辺の空中写真。2008年6月1日撮影。。

廿日市市と大竹市で結成される一部事務組合の「宮島ボートレース企業団」が施設を所有し施行者となっている。「宮島ボートレース企業団規約」に基づき、地方公営企業法の全部規定を適用している。
本土に位置しながら「宮島」の名を冠するが、これは1954年（昭和29年）に当時の佐伯郡宮島町が中心となり、大竹町・大野町・小方町・玖波町の5町で競艇場設置許可を申請したことに起因する。設置許可は広島市（庚午や宇品、吉島への設置が想定されていたという）との競願となったが、広島県モーターボート競走会が宮島口への設置を決定。同年、企業団の前身となる「宮島競艇施行組合」が結成された。
1993年、広島市で開催されるアジア競技大会にかかる費用捻出のため、広島市が2年限定で第二施行者として参画。その後、廿日市市（宮島町・大野町と合併前）、佐伯郡佐伯町、湯来町、吉和村（後に佐伯町・吉和村は廿日市市と、湯来町は広島市と合併）が「広島県西部競艇施行組合」を結成して広島市の施行権を引き継いで第二施行者として参画していたが、2004年3月末をもって施行組合を解散し撤退した。競艇施行権の返上は全国初の事例だった。
厳島にわたるフェリー乗り場（宮島口桟橋）のすぐ隣にあり、旅打ちをする場合には宮島観光とセットにすることができる。宮島競艇場のスタンドからも厳島や連絡船、天気の良い日には日本三景の一つで「安芸の宮島」と言われ、世界遺産にも指定されている厳島神社のトレードマーク、大鳥居などを望める。
施設は近年改装され、比較的新しい。競艇雑誌についてくるクーポンを利用すると先着数に限りがあるが2マーク側のB指定席を利用することができる。かつては、指定席ではジュースのサービス券2枚と競艇予想紙がついてきたが、後に指定席料金が値下げされて各席1つのモニターが設置された代わりにこのサービスが廃止された。中央スタンド5階にはA（ロイヤル）指定席（席数34）があり、こちらはソフトドリンクが無料4の上1席に1つのモニターが設置されている。また、場内で販売されている予想紙の無料配布もある。2015年2月22日には、外向発売所PALBOAT宮島がオープンした。
全国の競艇場で唯一「御来場印」を販売している。揮毫したのは広島支部所属で書家でもある正木聖賢。
マスコットキャラクターはサルの「モン太くん」。

## コース概要
競走水面は海で、水質は海水。児島競艇場・徳山競艇場・下関競艇場・丸亀競艇場と並び、瀬戸内海の海水を利用したコースである。
イン優勢の流れは他の競艇場同様変わらないが、潮の干満の差が大きく、干潮時は静かだが満潮時はうねりが出てボートを操作しづらくなる傾向にある他、満潮時はイン有利、干潮時はアウト有利となる傾向がある等、中国地方4競艇場の中ではインコースの勝率が最も低くなっており、コース不問の幅広い決まり手が発生しやすい競艇場でもある。
競走水面が西日の影響を受けやすく、特に晴天時は大時計が全く見えなくなる時間帯があるため、西日の影響を最も受ける時間帯にはレースを行わないこととしている。このため、1レース開始から12レース終了までの時間を昼間開催を行う他場よりも早く設定したり、当該時間帯にはレースの間隔を長くとって西日を避けたりするなどの対策がなされている。

## 主要開催競走
周年記念(GI)として、宮島チャンピオンカップ（旧タイトル名、宮島グランプリ）が行なわれている。企業杯(GIII)の協賛企業は固定されていない。
新鋭リーグ戦の名称は、厳島昇龍決戦。女子リーグ戦の名称は、プリンセスカップ。正月には日刊スポーツ栄光楯広島ダービー、ゴールデンウィークにはサンケイスポーツ若葉賞競走、お盆にはスポーツニッポン杯が行なわれている。
なお、毎年2月ごろに一般競走ではあるが「ファン謝恩岩田杯競走」が行われ、SG常連の選手の参戦が多い名物レースとなっている。
2008年4月15日 - 4月20日には当地で競艇名人戦競走（GI）が開催された。
2011年1月25日 - 1月31日に新鋭王座決定戦競走（GI）を開催。

## 過去のSG開催実績
| 年度 | 競走名                               | 優勝者     | 登番 | 出身 |
| ---- | ------------------------------------ | ---------- | ---- | ---- |
| 1961 | 第7回モーターボート記念競走          | 松尾泰宏   | 1203 | 佐賀 |
| 1998 | 第8回グランドチャンピオン決定戦競走  | 上瀧和則   | 3307 | 佐賀 |
| 2000 | 第5回オーシャンカップ競走            | 西島義則   | 3024 | 島根 |
| 2002 | 第12回グランドチャンピオン決定戦競走 | 今垣光太郎 | 3388 | 石川 |
| 2015 | 第25回グランドチャンピオン           | 山崎智也   | 3622 | 群馬 |
| 2020 | 第30回グランドチャンピオン           | 徳増秀樹   | 3744 | 静岡 |
| 2022 | 第49回ボートレースオールスター       | 原田幸哉   | 3779 | 愛知 |

※2020の第30回グランドチャンピオンは、新型コロナウイルス感染拡大防止の為、無観客にて開催。緊急事態宣言発令に伴う無観客措置は6月3日に解除されていたが、例年多数の来場が見込まれることから集団感染（クラスター）が予想されたため、本節に限り再度無観客措置が取られた。

## アクセス
- JR西日本山陽本線宮島口駅から徒歩3分[1][2]
- 広島電鉄宮島線宮島ボートレース場駅から徒歩3分[1][注 1]
- 山陽自動車道廿日市ICから5分[9]、広島岩国道路大野ICから10分[9]

## 専用場外発売所
- 広島県呉市にボートピア「ボートピア呉」がある。ボートピア呉は元々は徳山競艇場の専用場外だが、年間60日程度は宮島競艇場の競走も発売していた。しかし、徳山競艇場の新賭式導入に伴うシステム整備の関係で宮島競艇場の競走発売を一旦2001年10月から中断していたが、2004年3月から宮島競艇場の専用発売コーナーが設置された。施設は呉市宝町にあるが、便宜上従来からの徳山競艇場の専用発売所と区分けして「ボートピア呉宮島」として運用されていたが、2015年4月1日から「ボートピア呉宮島」と「ボートピア呉徳山」が統合されて「ボートピア呉」になった[10]。
- 1994年4月23日にオープンし、1999年6月23日をもって廃止された宮島競艇場の専用場外舟券売場「ボートピア釧路」（北海道白糠郡白糠町コイトイ38-172）があった。

## 広島支部所属の主な選手
- 西島義則（登録番号3024）
- 角ひとみ（登録番号3334）
- 市川哲也（登録番号3499）
- 海野ゆかり（登録番号3618）
- 辻栄蔵（登録番号3719）
- 上平真二（登録番号3737）
- 山口剛（登録番号4205）

## 事故
- 2022年11月6日に開催された一般競走の初日第10レースで中田達也選手が事故死した[11][12]。これを受けて、同年11月7日 - 11月11日までの残り日程は中止・打ち切りとすることが発表された[13]。
- 2024年8月27日、G3 「サッポロビールカップ」初日第7レースで原田篤志が落水して溺れ、意識不明の状態で救急搬送された。なお、原田は2日後に意識を取り戻し、翌月よりレースに復帰している[14]。